# Gaku Shibasaki
Gaku Shibasaki (jap. 柴崎 岳, Shibasaki Gaku; * 28. Mai 1992 in Noheji, Präfektur Aomori) ist ein japanischer Fußballspieler.

## Privates
Seit 2016 ist Shibasaki mit der japanischen Sängerin und Schauspielerin Erina Mano liiert. Das Paar heiratete 2018.

## Werdegang

### Verein
Shibasaki begann in der Jugend von Noheji SSS, bevor er 2009 seinen ersten Profivertrag bei Aomori Yamada erhielt. 2011 wechselte er zu den Kashima Antlers. 2012 erhielt er die Auszeichnung als J. League Best Young Player durch die nationale Liga. Zwei Jahre später gehörte er zur J. League Best XI. Mit dem Verein wurde Shibasaki 2016 Japanischer Meister. Kurz darauf gewann er mit dem Team auch den Kaiserpokal. Bei der FIFA-Klub-Weltmeisterschaft 2016 wurde er Zweiter mit der Mannschaft und gewann den Bronzenen Ball. Im Januar 2017 kam er ablösefrei zum spanischen Verein CD Teneriffa in die zweite spanische Liga, spielte dort jedoch nur ein halbes Jahr. Im Sommer wechselte er ablösefrei zum FC Getafe, nachdem dieser in die höchste spanische Liga aufgestiegen war.
Im Juli 2019 wechselte Shibasaki zu Deportivo La Coruña.

### Nationalmannschaft
Von 2007 bis 2009 bestritt Shibasaki elf Spiele für die U-17-Nationalmannschaft. 2014 debütierte er für die japanische Fußballnationalmannschaft. Shibasaki bestritt bislang 60 Länderspiele und erzielte dabei drei Tore.
| #  | Datum             | Stadion                         | Gegner                       | Tor | Ergebnis        | Anlass                  | Beleg  |
| -- | ----------------- | ------------------------------- | ---------------------------- | --- | --------------- | ----------------------- | ------ |
| 1. | 9. September 2014 | Nissan-Stadion, Yokohama, Japan | Venezuela                    | 2–1 | 2–2             | Freundschaftsspiel      | [ 8 ]  |
| 2. | 23. Januar 2015   | ANZ Stadium, Sydney, Australien | Vereinigte Arabische Emirate | 1–1 | 1–1 (4–5 n. E.) | Asienmeisterschaft 2015 | [ 9 ]  |
| 3. | 31. März 2015     | Ajinomoto-Stadion, Chōfu, Japan | Usbekistan                   | 3–0 | 5–1             | Freundschaftsspiel      | [ 10 ] |

## Erfolge
- Japanischer Meister: 2016
- Japanischer Pokalsieger: 2016
- J. League Cup: 2011, 2012
- Copa Suruga Bank: 2012, 2013
- 2. Platz bei der FIFA-Klub-Weltmeisterschaft 2016

## Auszeichnungen
- J.League Best Young Player: 2012
- J. League Best XI: 2014
- Bronzener Ball der FIFA-Klub-Weltmeisterschaft 2016